# Pseudembolophora macleayi
Pseudembolophora macleayi är en insektsart som beskrevs av Frederick Arthur Godfrey Muir 1920. Pseudembolophora macleayi ingår i släktet Pseudembolophora och familjen sporrstritar. Inga underarter finns listade i Catalogue of Life.